# Négyszarvú antilop
A négyszarvú antilop (Tetracerus quadricornis) az emlősök (Mammalia) osztályának párosujjú patások (Artiodactyla) rendjébe, ezen belül a tülkösszarvúak (Bovidae) családjába és a tulokformák (Bovinae) alcsaládjába tartozó faj.
Nemének az egyetlen faja.
Nevét arról a tülkösszarvúak között egyedülálló tulajdonságáról kapta, hogy a hímeknek négy szarva fejlődik. Erre utal tudományos neve is, a Tetracerus quadricornis, a Tetracerus görögül, míg a quadricornis latinul jelent négyszarvút.

## Előfordulása, élőhelye
India és Nepál területén él. Erdős, dombos vidékeken, lehetőleg víz közelében fordul elő.

## Alfajai
A négyszarvú antilopnak a következő három alfaja van:
- Tetraceros quadricornis iodes (Hodgson, 1847)
- Tetraceros quadricornis quadricornis (de Blainville, 1816)
- Tetraceros quadricornis subquadricornis (Elliot, 1839)

## Megjelenése
Hossza 100 centiméter, plusz a 13 centiméteres farok, tömege 20 kilogramm. A bika teste felül fakó vörösesbarna, alul fehér, a lábak elülső oldalán sötét csík húzódik. Csak a hímek viselnek szarvakat, az elülső pár 2-4 centiméter, a hátulsó, nagyobb pár 8-10 centiméter hosszú. A tehenek barnás pejszínűek. Különleges apró patái vannak, amik a tülkösszarvúak családjának több tagjával szemben nem hegyes végűek, hanem lekerekítetek.

## Életmódja
Félénk és visszahúzódó állat, a veszély legkisebb jelére gyorsan fedezékbe vonul. Rendszeresen iszik, ezért ritkán távolodik el a víz közeléből. Furcsa, döcögő futása különbözik a többi antilopfaj mozgásától. Javarészt fűfélékkel táplálkozik. 

## Szaporodása
A négyszarvú antilopok az esős évszakban párosodnak. A tehén januárban 1-3 utódot hoz világra.
Viszonylag rövid élettartamú faj, idáig a maximális élettartama fogságban 4 év volt.

## Természetvédelmi helyzete
Kis termete ellenére a trófeavadászok által kedvelt faj. A helybéliek a húsáért is előszeretettel vadásznak rá. Mivel élőhelyeiket is irtják, így napjainkra csak mintegy 10 000 példányuk maradt életben. Nepálban a faj a teljes kipusztulás szélére került. Indiában a törvények szigorúan védik a  négyszarvú antilopot. A legnagyobb populációja Gudzsarát államban él a Gir Nemzeti Parkban.

## Képek

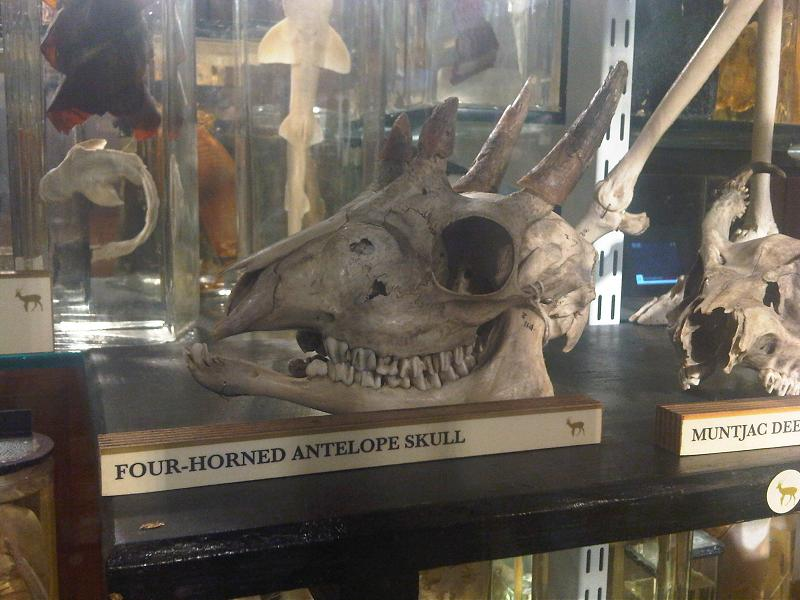
Négyszarvú antilop koponyája
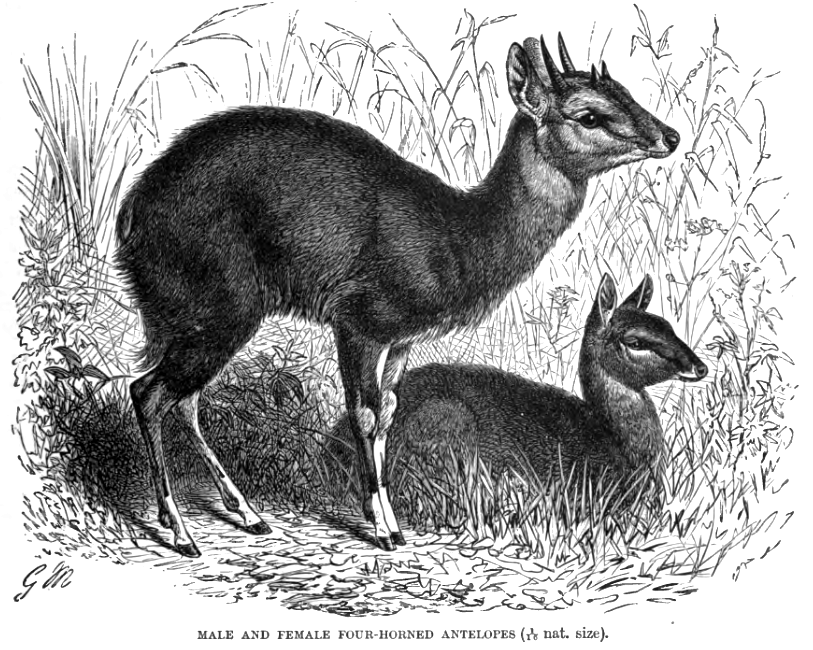
Egy régi ábrázolás a fajról, a képen a bika és a szarvatlan tehén is látható